# Karla Viancha
Karla Viancha (Bogotá, 8 de noviembre de 2005) es una futbolista colombiana. Juega en la posición de delantera y su club actual es el Independiente Santa Fe de la Liga Profesional Femenina de Colombia.

## Participaciones internacionales

### Participaciones en Campeonatos Sudamericanos
| Competición                            | Sede    | Resultado    |
| -------------------------------------- | ------- | ------------ |
| Campeonato Sudamericano Sub-20 de 2024 | Ecuador | Tercer lugar |

### Participaciones en Copa del mundo
| Competición                            | Sede     | Resultado        |
| -------------------------------------- | -------- | ---------------- |
| Copa Mundial Femenina Sub-20 FIFA 2024 | Colombia | Cuartos de final |

## Clubes
| Club                   | País     | Año             |
| ---------------------- | -------- | --------------- |
| Independiente Santa Fe | Colombia | 2023 - presente |

## Palmarés

### Títulos nacionales
| Título        | Club                   | País     | Año  |
| ------------- | ---------------------- | -------- | ---- |
| Liga Femenina | Independiente Santa Fe | Colombia | 2023 |